# Inundações na Tailândia em 2011
As inundações na Tailândia em 2011 foram consequência das chuvas da monção, seguidas por três tempestades tropicais, que provocaram a subida do nível médio de água dos rios, fazendo com que rios como Chao Phraya e Mekong transbordassem. Estas inundações já causaram cerca de 700 mortos.

## Antecedentes
Várias regiões da Tailândia são propensas a inundações sazonais por causa do seu clima tropical com estação seca. As inundações ocorrem frequentemente no Norte e propagam-se pelo rio Chao Phraya através das planícies centrais, no Nordeste ao longo dos rios  Chi e Mun fluindo para o Mekong, ou nas encostas costeiras do Leste e do Sul. Os restos das tempestades tropicais que atingem o Vietname ou o sul peninsular geralmente aumentam a precipitação, resultando num risco maior de inundações. Foram implementados sistemas de controlo de drenagem, incluindo barragens múltiplas, canais de irrigação e bacias de detenção de inundação, todavia são insuficientes para prevenir danos causados pelas inundações, especialmente nas zonas rurais. Muitos esforços, incluindo um sistema de túneis de drenagem, começaram em 2001, e foram implementados para impedir grandes inundações na capital do país (Banguecoque), que fica próxima da foz do rio Chao Phraya e é propensa a inundações, tendo alcançado um êxito considerável, uma vez que Banguecoque tem sofrido inundações breves e pequenas, desde a grande inundação de 1995. No entanto, outras regiões sofreram graves inundações, como as de 2010.
As chuvas de março sobre a área do norte da Tailândia foi de uns extraordinários 344% acima da média. A barragem de Bhumibol em particular tem 242,8 mm de chuva, 224,7 mm acima dos normais 25,2 mm. Desde 1 de janeiro a barragem acumulou 245,9 mm, 216 mm ou 186% acima do normal.